# Maserati
Maserati – włoski producent samochodów sportowych i wyścigowych, z siedzibą w Bolonii, działający od 1914 roku. Wchodzi w skład międzynarodowego koncernu Stellantis.

## Historia[3]

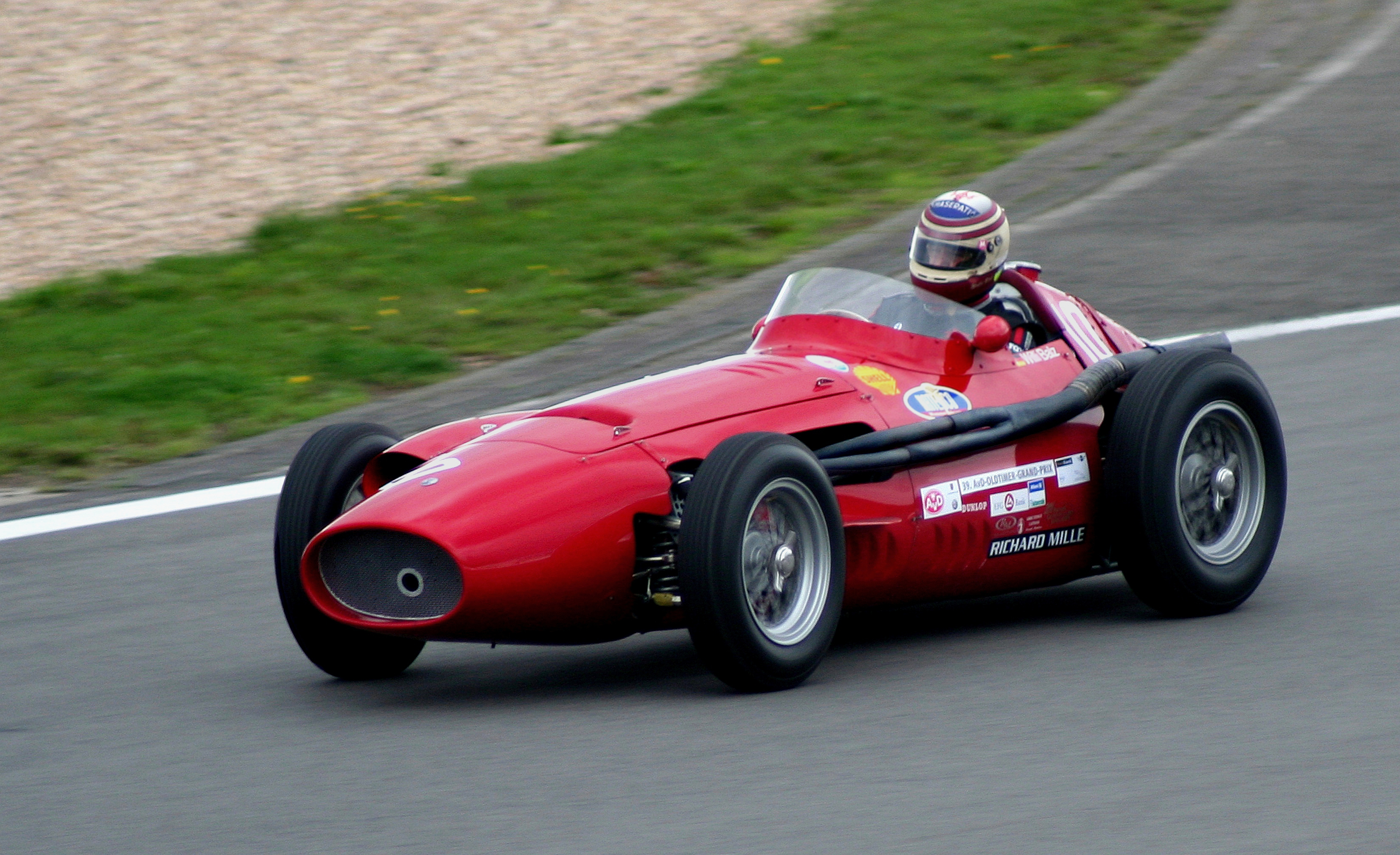
Maserati 250F z 1958 roku

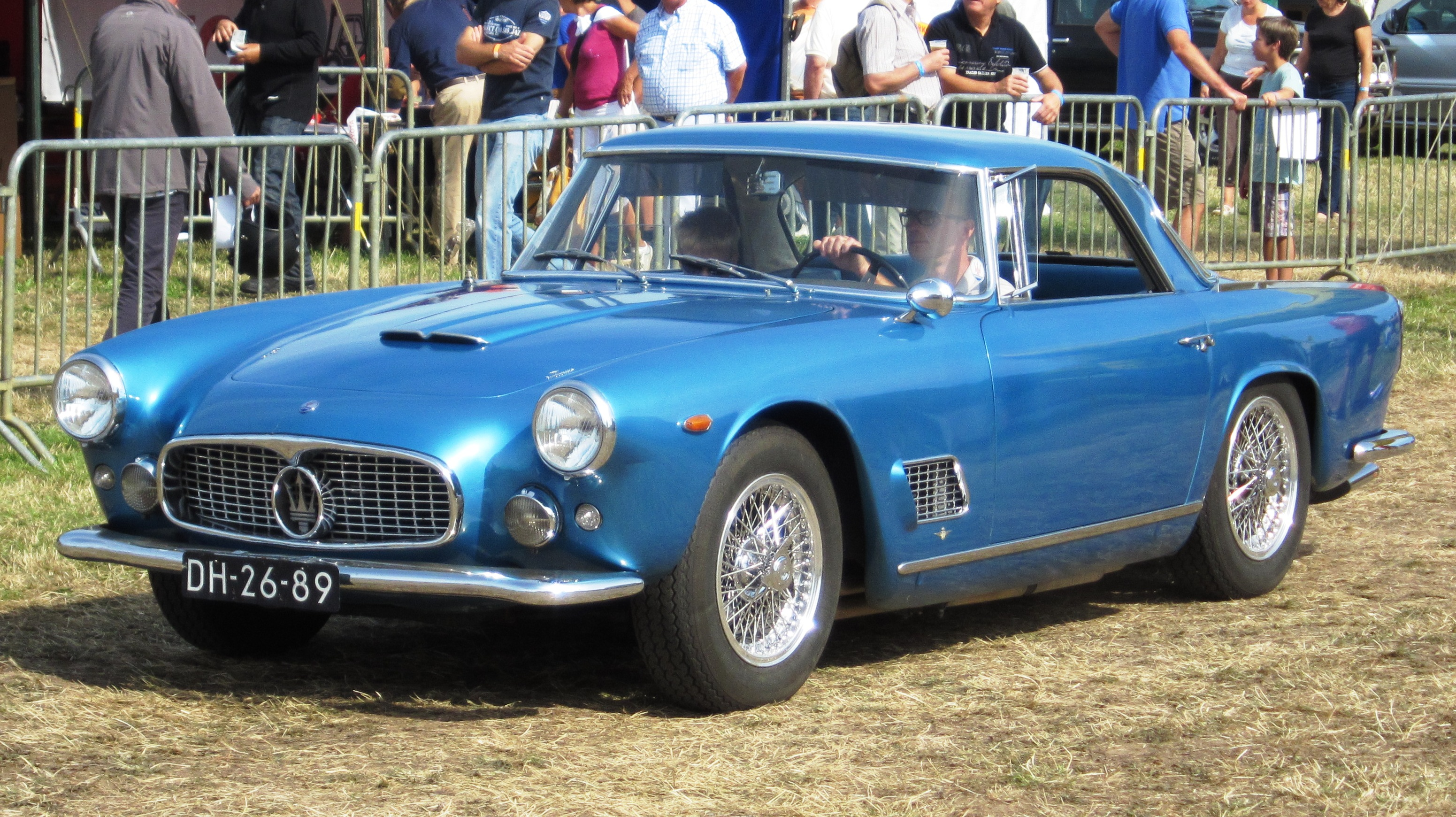
Maserati 3500 GT z 1960 roku

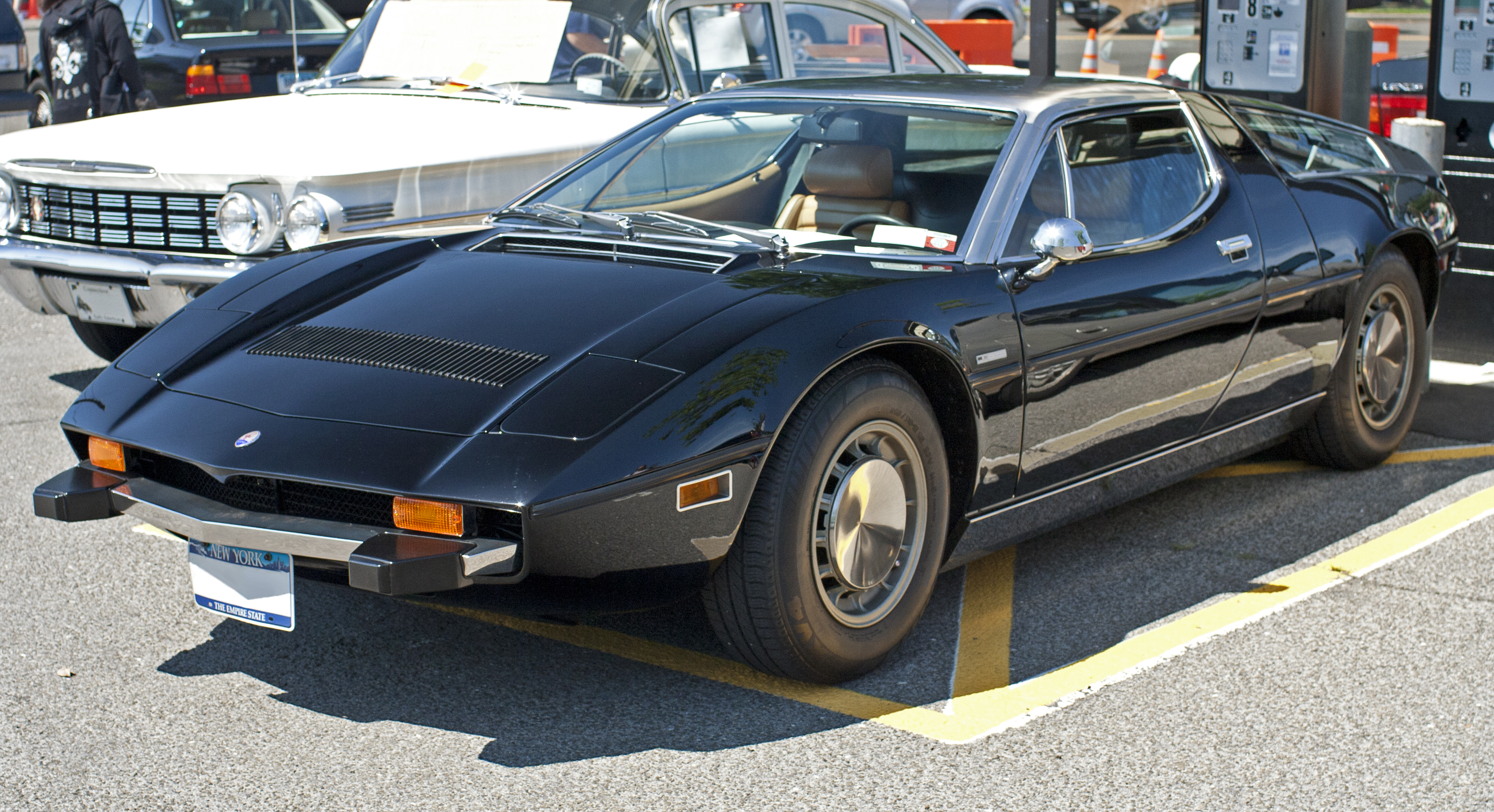
Maserati Bora z 1974 roku

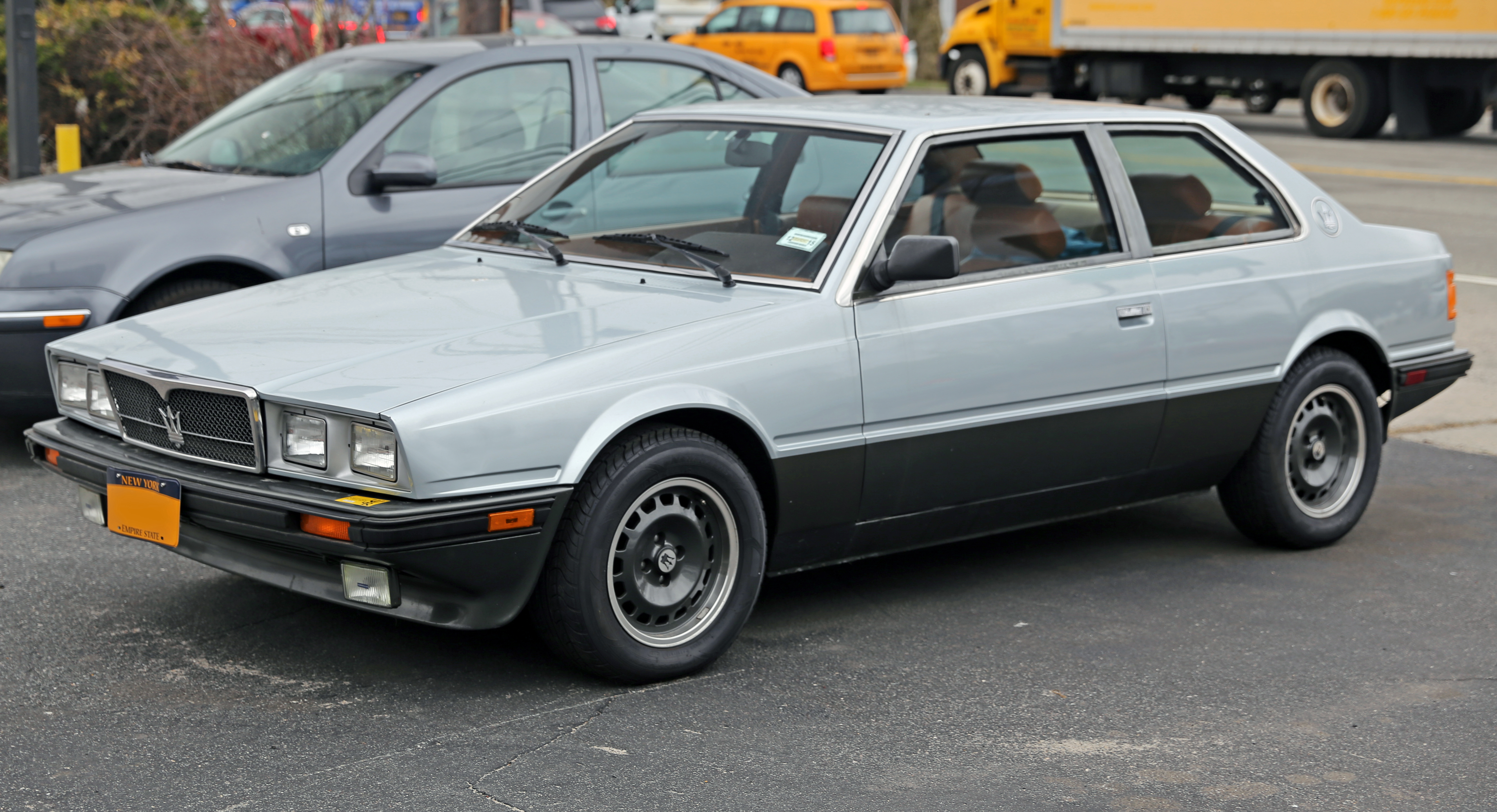
Maserati Biturbo z 1985 roku

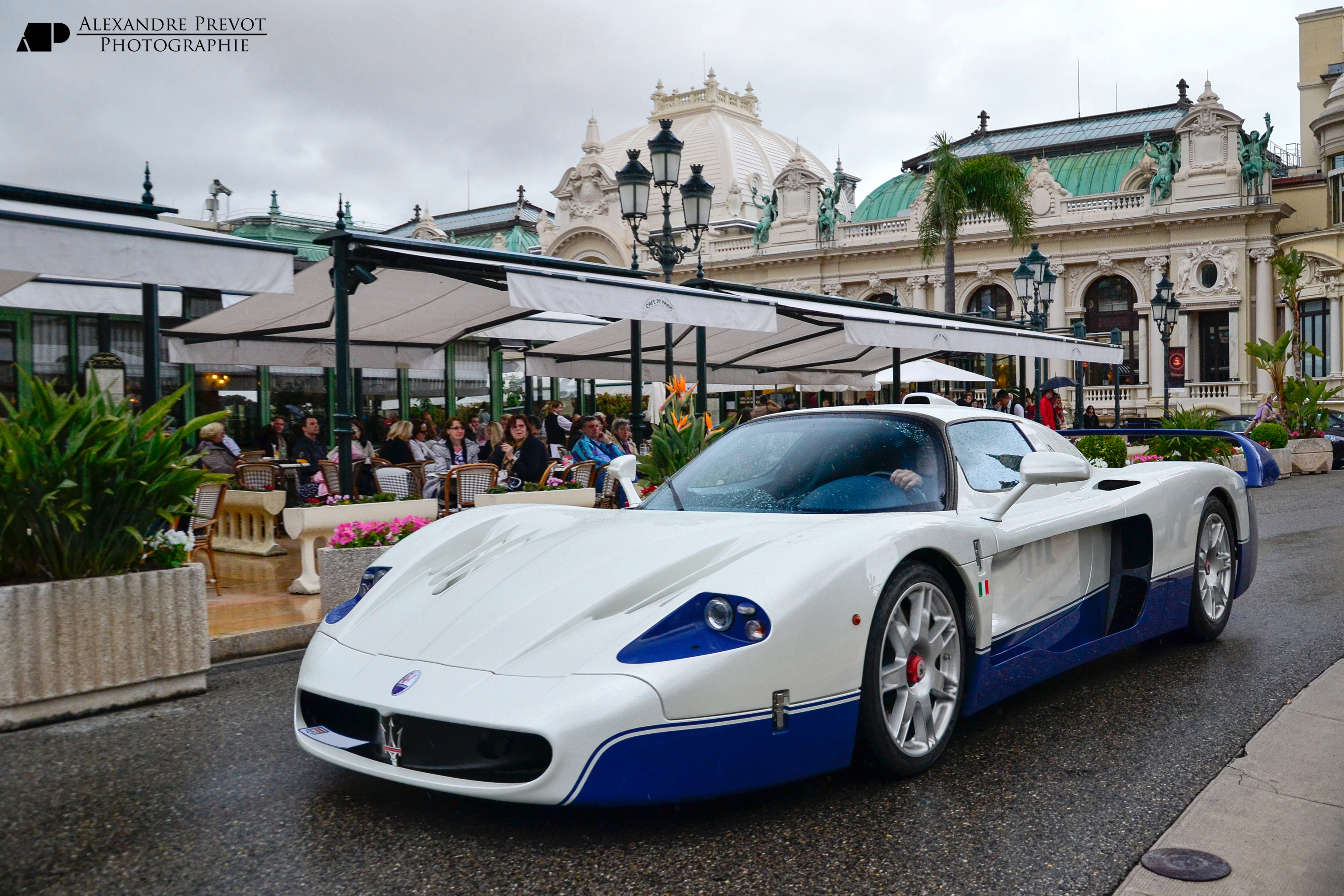
Maserati MC12

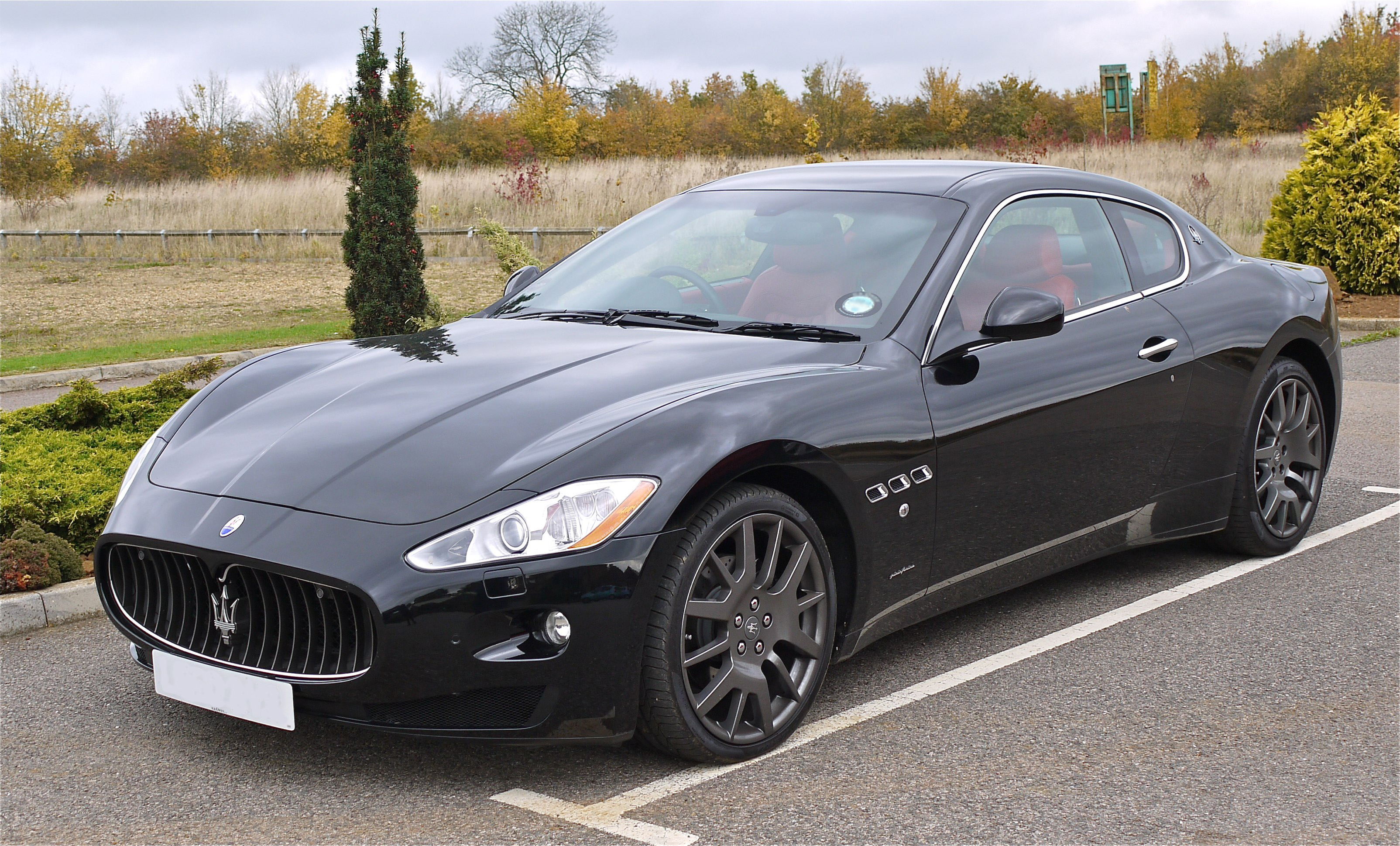
Maserati GranTurismo

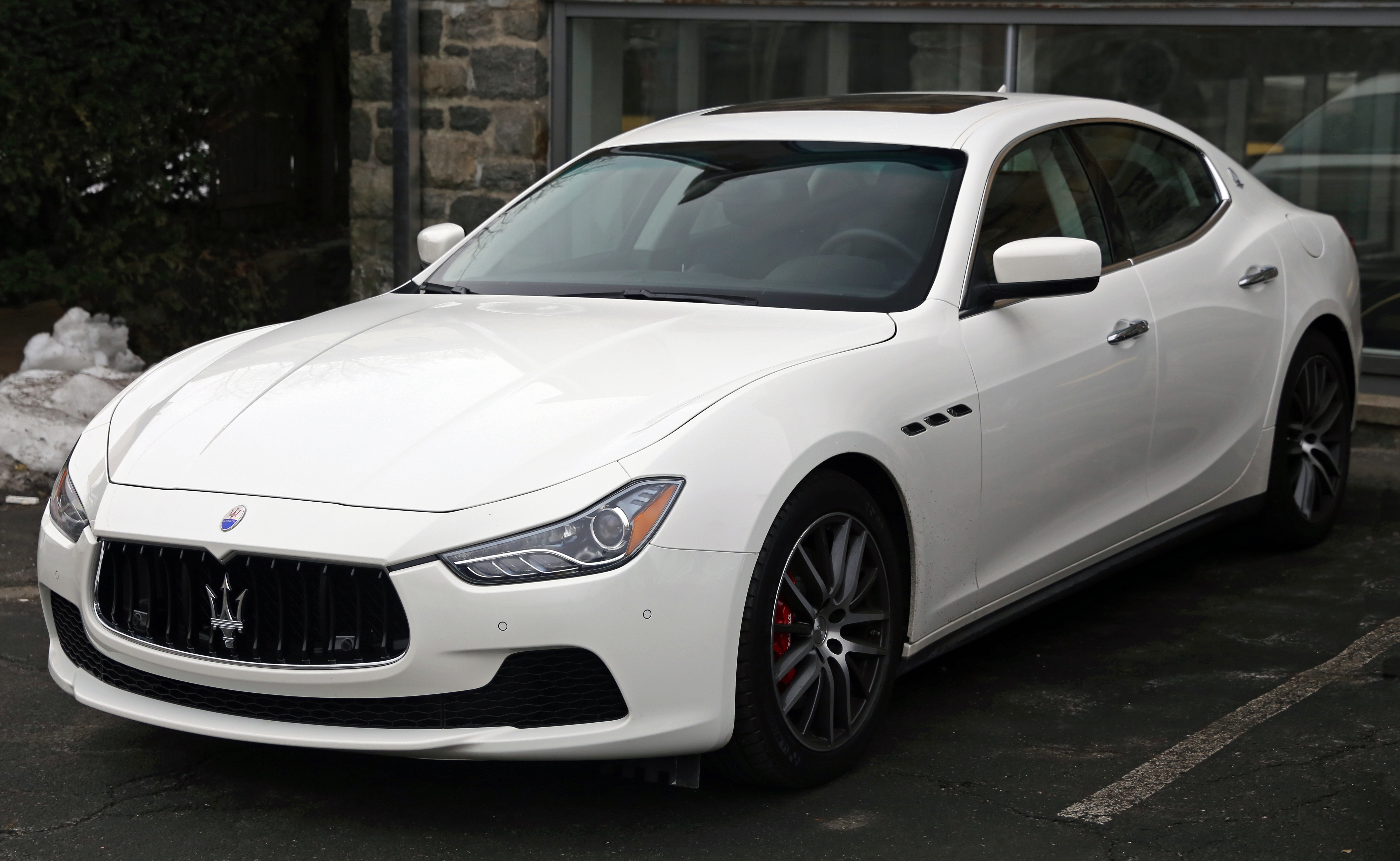
Maserati Ghibli III

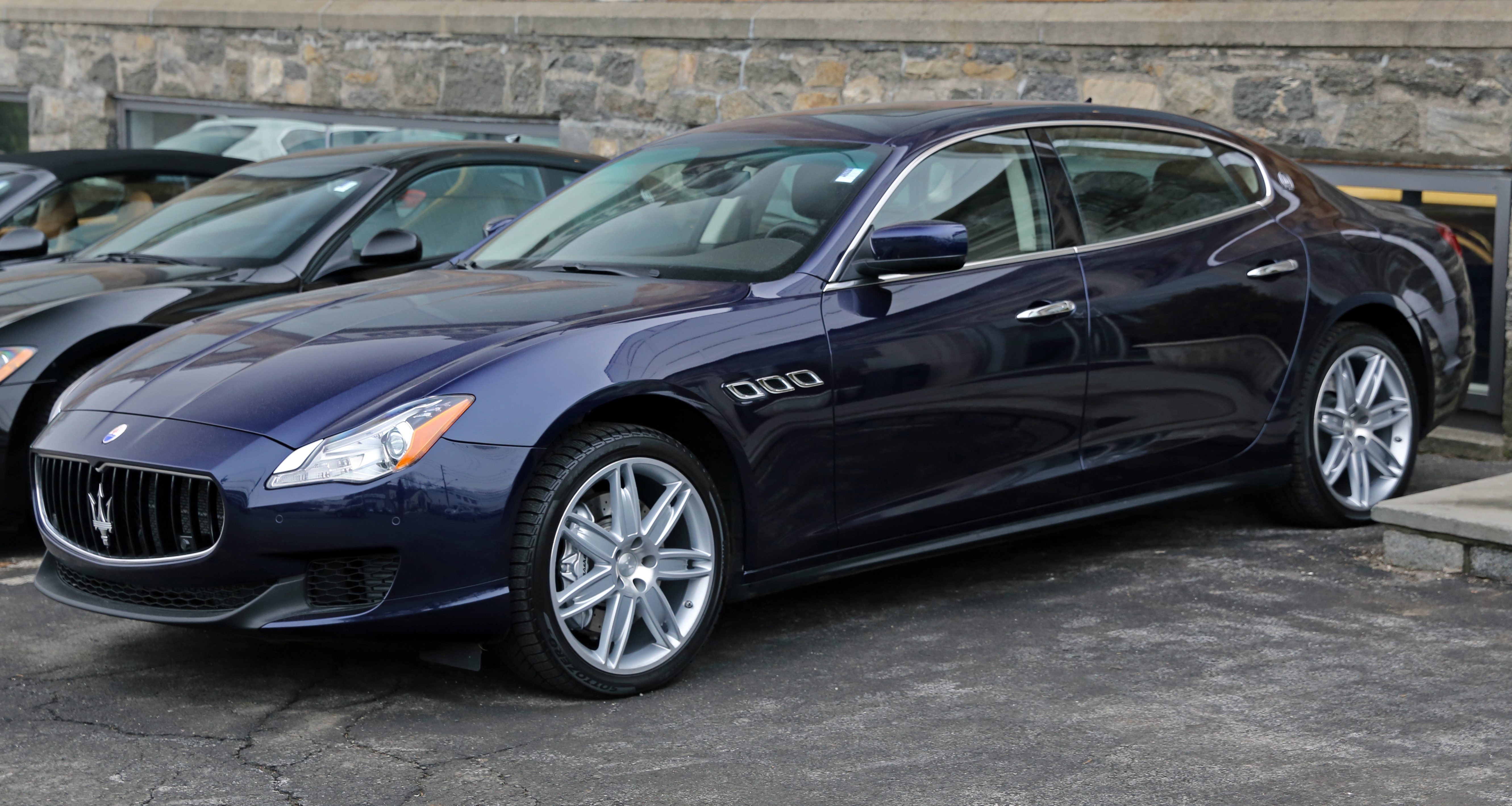
Maserati Quattroporte S Q4 VI

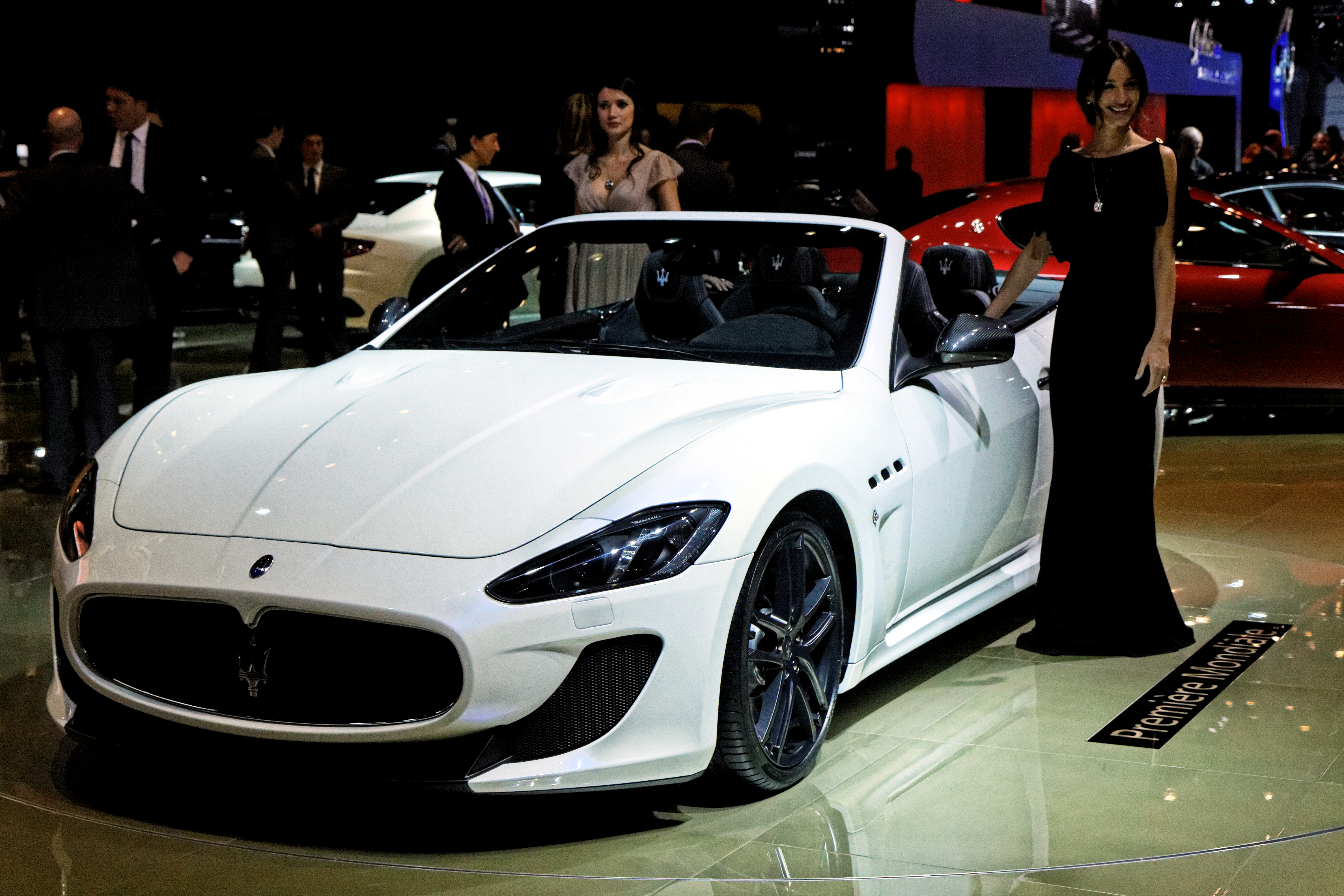
Maserati GranCabrio

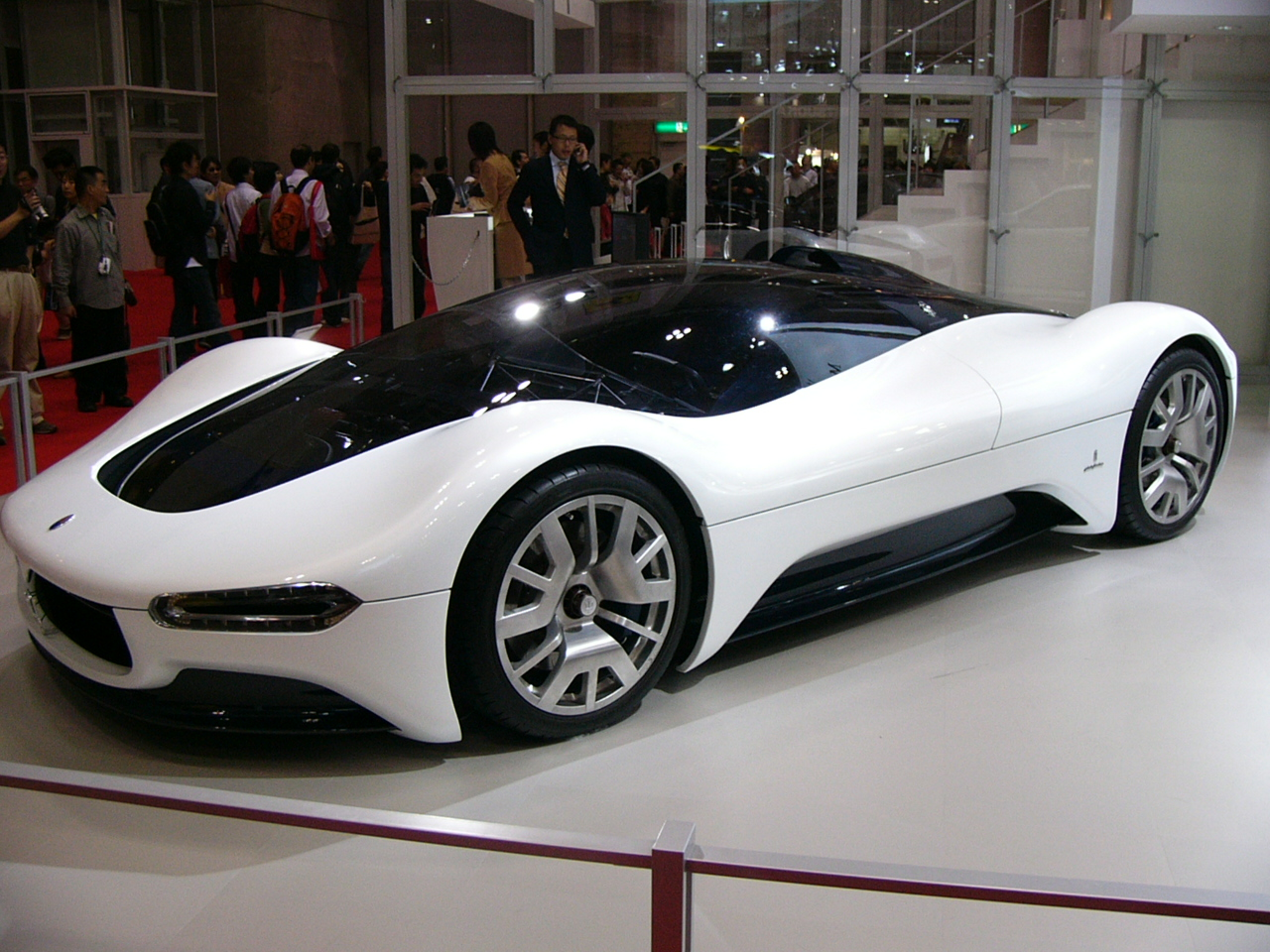
Maserati Birdcage 75th

Na początku XX wieku Bracia Maserati – Alfieri, Bindo, Ettore i Ernesto pracowali przez wiele lat dla włoskiego producenta samochodów – Isotta Fraschini, a następnie poszli w ślady najstarszego z braci – Carlo, który pracował m.in. dla Fiata i Bianchi.
1 grudnia 1914 roku Alfieri Maserati wraz z braćmi Carlo, Bindo, Ettore oraz Ernesto założyli w Bolonii warsztat samochodowy. Początkowo budowano w nim wyścigowe samochody dla Diatto. Dwa tygodnie później, 14 grudnia założyli spółkę Società Anonima Officine Alfieri Maserati w Bolonii.
W 1926 roku Diatto przerwało budowę samochodów wyścigowych prowadząc do powstania marki Maserati. W tym samym roku Alfieri Maserati wygrał wyścig Targa Florio w zbudowanym przez siebie samochodzie Tipo 26. Maserati budowało samochody 4, 6, 8 i 16 cylindrowe (zbudowane z dwóch połączonych silników V8). 22 marca 1930 roku Włoch Baconin Borzacchini wygrał rozgrywany po raz pierwszy wyścig Grand Prix Tripolis na samochodzie Maserati (silnik 16-cylindrowy o pojemności 4 litrów).
3 marca 1932 roku w wieku 44 lat zmarł założyciel przedsiębiorstwa Alfieri Maserati. W 1937 roku spółka Maserati S.p.A. została sprzedana firmie Orsi, która w 1940 roku przeniosła siedzibę przedsiębiorstwa do Modeny, gdzie pozostała do dziś. Orsi budowała samochody wyścigowe marki Maserati. Samochody te wciąż wygrywały wyścigi, pokonując takich rywali jak Auto Union czy Mercedes-Benz. W trakcie II wojny światowej, Maserati zaprzestało budowy samochodów i zajęło się wytwarzaniem zaopatrzenia dla włoskiej armii. Po wojnie przywrócono budowę wyścigowych aut. Gdy wygasł 10-letni kontrakt pomiędzy braćmi Maserati oraz firmą Orsi, bracia założyli nową firmę O.S.C.A.
Lata pięćdziesiąte to czas kiedy Maserati 250F, prowadzone przez legendę Formuły 1 – Juan Manuel Fangio, zwycięża w kolejnych wyścigach, m.in. w debiutanckim starcie podczas Grand Prix Argentyny, a w 1957 roku zdobywa po raz piąty tytuł Mistrza Świata. Wtedy to przedsiębiorstwo decyduje się opuścić scenę wyścigową, kontynuując jednak budowę silników dla zespołów Formuły 1.
Od 1957 roku Maserati skupiło się na budowie samochodów drogowych. Powstały takie modele jak 6-cylindrowe Maserati 3500 coupé 2+2 z aluminiowym nadwoziem, V8 Maserati 5000, Maserati Sebring, Maserati Mistral coupé oraz spider, czy Maserati Ghibli.

### Nowi właściciele
W 1968 roku przedsiębiorstwo odkupił Citroën. Adolfo Orsi pozostał prezesem przedsiębiorstwa. Nowe modele korzystały z wiedzy konstruktorów Citroëna, jak również z wielu jego rozwiązań technicznych. Były one również wytwarzane w większych ilościach. Pierwsze masowo produkowane modele Maserati Merak, Maserati Bora (oba z centralnie montowanymi silnikami) oraz Maserati Khamsin dzieliły wiele podzespołów z Citroënem SM. W 1974 roku Citroën zbankrutował. Nowo powstała korporacja PSA Peugeot Citroën zadecydowała o likwidacji Maserati. Dzięki wsparciu włoskiego rządu przedsiębiorstwo przetrwało.
Rok później po kryzysie paliwowym były argentyński kierowca wyścigowy Alejandro de Tomaso oraz firma Benelli odkupili od Citroëna akcje Maserati. W 1976 roku zaprezentowano nowe modele Maserati Kyalami oraz Quattroporte III generacji. W latach 80. zaprzestano produkcji drogich sportowych modeli z centralnymi silnikami na rzecz tańszych samochodów z silnikiem umieszczonym z przodu i napędem na tylne koła jak model Maserati Biturbo. W 1990 roku zaprezentowano model Maserati Shamal, a w 1992 roku kolejną generację Maserati Ghibli. W tym okresie Maserati współpracowało z Chryslerem prowadzonym przez przyjaciela de Tomaso – Lee Iacocca.
W 1990 roku włoski koncern FIAT przejął od De Tomaso 49% akcji Maserati, a trzy lata później pozostałe 51% akcji. W 1997 roku Maserati w ramach koncernu Fiat zostało połączone z Ferrari, którego od 1969 roku Fiat posiadał 50% akcji (1988 – 87%, a w 2001 90%). W 1998 roku zaprezentowano coupé 3200 GT z charakterystycznymi tylnymi światłami przypominającymi bumerang. Model wyposażono w silnik V8 biturbo o mocy 370 KM. W 2001 roku zakończono produkcję limuzyny Quattroporte. Zaprezentowano Spyder GT z opracowanym wraz z Ferrari silnikiem V8 4.2l o mocy 390 KM. W 2004 roku zaprezentowano oparty na Ferrari Enzo model MC12.

### Maserati i elektromobilność
Maserati 17 marca 2022 roku przedstawiło swój plan elektryfikacji. Marka chce do 2030 rok być pierwszą włoską marką, która będzie produkować wyłącznie samochody elektryczne. Plan Maserati jest częścią strategicznego planu Stellantis "Dare Forward 2030", ogłoszonego 1 marca 2022 roku. Gamą elektrycznych pojazdów będzie nosiła nazwę Folgore.

## Modele samochodów

### Obecnie produkowane

#### Samochody sportowe
- GranCabrio
- GranTurismo
- MC20

#### SUV-y
- Grecale

#### Samochody elektryczne
- Grecale Folgore
- GranCabrio Folgore
- GranTurismo Folgore

### Dawniej produkowane
- 4C 2500
- 4CL/4CLT
- 6C 34
- 6CM
- 8C
- 8CM
- 8CTF
- 26M
- 150 GT
- 150S
- 200S
- 250F
- 300S
- 450S
- 3200 GT
- 3500 GT
- 5000 GT
- A6
- A6 GCM
- A6 GCS
- A8 GCS
- Barchetta
- Bellagio
- Biturbo
- Boomerang
- Bora
- Chicane
- Chubasco
- Coupé
- Ghibli (1970)
- Ghibli (1992)
- Ghibli (2013)
- Indy
- Karif
- Khamsin
- Kyalami
- Levante
- MC12
- Medici
- Merak
- Mexico
- Mistral
- Quattroporte
- Sebring
- Shamal
- Tipo 4CTR/4CS 1100
- Maserati Tipo 4CS 1500
- Tipo 26
- Tipo 26B
- Tipo 26C
- Tipo 53
- Tipo 60
- Tipo 61
- Tipo 63
- V8RI

### Samochody koncepcyjne
- Birdcage 75th
- Alfieri